# Вид II Франкопан
Вид II (умро после 1233) је био крчки кнез из породице Франкопана.

## Биографија
Вид је био син Бартола I Франкопана, односно унук Дујама I, родоначелника породице Франкопан. Заједно са братом Хенриком помиње се по први пут у повељи коју је млетачки дужд Енрико Дандоло издао Бартоловим синовима. Вид II и Хенрик ступили су у службу угарског краља Андрије II пре 1213. године када је дужд Пјетро Зјани потврдио за крчког кнеза само Видовог сина Ивана I. Браћа Вид II и Хенрик учествовала су у Петом крсташком рату 1217. године у склопу армије Андрије II, на позив папе Хонорија III. Ратују против Неретљана 1220. године, Качића и босанских јеретика. Андрија II је за стечене заслуге даровао браћу острвима Брач, Хвар, Корчула и Ластово, са околним мањим острвима. Браћа, међутим, никада нису успела да успоставе своју власт над тим острвима. Папа је 1221. године посебном исправом потврдио Андријину даровницу. Андрија је фалсификовао исправе по којима је Бартол II, трећи син Дујама, даровао своје поседе у Модрушкој и Винодолској жупанији Виду II. Након повратка на Крк, браћа су се сукобила са крчким кнезом Иваном I, сином Вида I. Договор о управљању над острвом постигли су 1232. године, а предвиђао је наизменично шестомесечно управљање трима деловима острва током шест година. Договор је 1233. године потврдио млетачки дужд Ђакомо Теуполо и Велико веће. Вид се овде по последњи пут помиње као жив. Имао је четворицу синова: Ивана II (1242-1243), Фридриха I (1242-1251), Бартола III (1242-1251) и Вида III (1242-1251). 